# Lijst van mascottes van het wereldkampioenschap voetbal
Het Wereldkampioenschap voetbal heeft sinds het toernooi in Engeland in 1966 elke uitvoering een officiële mascotte. 
De mascotte dient als beeldmerk van het toernooi en genereert middels beeltenissen op merchandising een grote bron van inkomsten voor de organisatoren. Daarnaast is het gebruikelijk dat de mascotte aanwezig is in stadions als publieksopwarmer. Sommige mascottes hebben in de loop der jaren eigen televisieprogramma's of stripboeken gekregen. De mascotte heeft veelal representatieve kenmerken van het gastland, welke ten uiting komen in het tenue, kleuren, dierkeuze, enzovoorts.
| Jaar | Mascotte(s)     | Gastland(en)        | Afbeelding |
| ---- | --------------- | ------------------- | ---------- |
| 1966 | Willie          | Engeland            |            |
| 1970 | Juanito         | Mexico              |            |
| 1974 | Tip en Tap      | West-Duitsland      |            |
| 1978 | Gauchito        | Argentinië          |            |
| 1982 | Naranjito       | Spanje              |            |
| 1986 | Pique           | Mexico              |            |
| 1990 | Ciao            | Italië              |            |
| 1994 | Striker         | Verenigde Staten    |            |
| 1998 | Footix          | Frankrijk           |            |
| 2002 | Ato, Kaz en Nik | Zuid-Korea en Japan |            |
| 2006 | Goleo VI        | Duitsland           |            |
| 2010 | Zakumi          | Zuid-Afrika         |            |
| 2014 | Fuleco          | Brazilië            |            |
| 2018 | Zabivaka        | Rusland             |            |
| 2022 | La'eeb          | Qatar               |            |